# Harry Andersson
Harry Andersson (Norrköping, Suecia, 7 de marzo de 1913-Suecia, 6 de junio de 1996) fue un futbolista sueco que jugó en la posición de delantero.

## Carrera

### Club
Jugó toda su carrera con el IK Sleipner desde 1932 a 1944, ganando el título de goleo en la temporada 1934/35.

### Selección
Jugó para Suecia de 1936 a 1938, anotando cinco goles en cuatro partidos y formó parte de la selección que participó en el mundial de fútbol de Francia 1938 donde anotó tres goles ante Cuba.

## Logros
- Goleador de la Allsvenskan en la temporada 1934/35.